# Yohdi Kondō
Yohdi Kondō (こんどう ようぢ Kondō Yōdi?,  Prefectura de Osaka, Japón, 25 de diciembre de 1992) es un cantante, modelo y actor japonés, afiliado a Lexington. Entre 2012 y 2016, Kondō formó parte de la unidad musical Satorumo Boys & Girls. Su verdadero nombre es Yōji Kondō (こんどう ようじ Kondō Yōji?).

## Biografía
Kondō nació el 25 de diciembre de 1992 en la prefectura de Osaka, Japón. Su admiración por el actor y modelo Yūdai Chiba le impulsó a también seguir una carrera en el modelaje. Comenzó su carrera publicando fotos de moda en su blog personal cuando aún era estudiante de secundaria. Dicho blog recibía alrededor de 60.000 visitas por día.
Kondō se mudó a Tokio en 2011, y participó en eventos de modelaje para la marca de ropa "Wego". En febrero de 2012, se convirtió en miembro de la unidad musical Satorumo Boys & Girls. Junto a sus compañeros de grupo Tomu Fujita y Shimon Ōkura, se convirtió en modelo para Harajuku-kei. En junio de 2015, Kondō debutó como cantante en solitario con el sencillo 30th Century Boy, bajo el patrocinio de una discográfica independiente. En agosto de ese mismo año, lanzó el sencillo Gurugurun Sekai, está vez bajo el sello discográfico Avex Trax. En septiembre, Kondō lanzó una marca de moda sin género llamada "Ding" en colaboración con Wego.
En marzo de 2016, Kondō se graduó de Satorumo Boys & Girls junto a Tomu Fujita y Shimon Ōkura. En marzo de 2017, lanzó su primer álbum, titulado 402, el cual incluye sus cuatro primeros sencillos, una canción en colaboración con el grupo M!LK y una versión de la canción Tokyo wa Yoru no Shichiji del grupo Pizzicato Five. En 2019, protagonizó su primera película, Athlete: Ore ga Kare ni Oboreta Hibi, en la que actuó junto a Jō Nakamura.

## Vida personal
Kondō se identifica como asexual, habiendo comentado que «tengo veintiséis años y soy virgen. Y no me importa. Simplemente no me interesa el sexo, ni tener pareja».

## Filmografía

### Televisión
| Año  | Título          | Papel | Notas     |
| ---- | --------------- | ----- | --------- |
| 2015 | Harajuku Dragon |       | Rol debut |

### Películas
| Año  | Título                               | Papel           | Notas     |
| ---- | ------------------------------------ | --------------- | --------- |
| 2019 | Athlete: Ore ga Kare ni Oboreta Hibi | Yutaka Imaizumi | Principal |

### Teatro
| Año  | Título                    | Papel        | Notas |
| ---- | ------------------------- | ------------ | ----- |
| 2019 | Wave                      | Shin         |       |
| 2019 | Shōjo Kakumei Utena       | Mamiya Chida |       |
| 2019 | Danshi wa Tsurakunai yo?? | Jun          |       |

## Discografía

### Álbumes
| Año  | Título | Lanzamiento         | Lista de canciones |
| ---- | ------ | ------------------- | --- |
| 2017 | 402    | 22 de marzo de 2017 | 1. 30th Century Boy 2. Gurugurun Sekai 3. Going take a walk 4. Pow!!!!! 5. Kimi Kimi DOG 6. Danoila 7. Starlight baby girl 8. Party☆Party 9. Tokyo wa Yoru no Nanaji 10. Karuna Baru |

### Sencillos
| Año  | Título           | Lanzamiento              | Lista de canciones                                                                                              |
| ---- | ---------------- | ------------------------ | --- |
| 2015 | 30th Century Boy | 24 de junio de 2015      | 1. 30th Century Boy 2. 30th Century Boy (Inst)                                                                  |
| 2015 | Gurugurun Sekai  | 12 de agosto de 2015     | 1. Gurugurun Sekai 2. Going take a walk 3. Gurugurun Sekai (Inst) 4. Going take a walk (Inst)                   |
| 2016 | Pow!!!!!         | 13 de enero de 2016      | 1. Pow!!!!! 2. Kimi Kimi DOG 3. Pow!!!!! (Inst) 4. Kimi Kimi DOG (Inst)                                         |
| 2016 | Dan Oira         | 26 de septiembre de 2016 | 1. Danoila 2. Danoila (Performance ver.) 3. Starlight baby girl 4. Danoila (Inst) 5. Starlight baby girl (Inst) |